# Pablo Gómez Perpinyà
Pablo Gómez Perpinyà (Pozuelo de Alarcón, 20 de noviembre de 1989) es un jurista, politólogo y político español, diputado de la xiii legislatura de la Asamblea de Madrid por Más Madrid.
Entre 2019 y 2021 fue portavoz del Grupo Parlamentario de Más Madrid en la Asamblea. Dirigió la campaña de Mónica García en 2021 en las que Más Madrid obtuvo 24 diputados y 614 660 votos, logrando situarse como segunda fuerza y primer partido de la oposición. Anteriormente fue director de la campaña de Íñigo Errejón en las elecciones autonómicas del 26 de mayo de 2019 [cita requerida] en las que Más Madrid obtuvo 20 diputados y medio millón de votos. Entre 2021 y 2023 fue senador por designación autonómica de la Asamblea de Madrid.
Perteneciente al Colectivo 1984, donde coincidió con Íñigo Errejón, participó en la fundación de Podemos (2013-2014) apoyando las tesis del “partido movimiento” y un mayor peso de la democracia interna, promovidas desde el sector anticapitalista. Tras Vistalegre II y habiendo mantenido discrepancias con las posiciones oficialistas, se vinculó al proyecto de Errejón para la Comunidad de Madrid.
En 2015 fue candidato a la alcaldía de Pozuelo de Alarcón por la candidatura de Somos Pozuelo, que obtuvo el 11,2% de los votos (4911) y 3 concejales, lo que supuso el mejor resultado para una candidatura a la izquierda del PSOE desde el inicio de la democracia.